# Witkeelral
De witkeelral (Dryolimnas cuvieri) is een vogel uit de familie van de Rallen, koeten en waterhoentjes (Rallidae).

## Verspreiding en leefgebied
Deze soort komt voor op Madagaskar, Mauritius en Aldabra, een atol van de Seychellen gelegen in de Indische Oceaan in de Straat Mozambique en telt drie ondersoorten:
- D. c. cuvieri: Madagaskar en Mauritius.
- D. c. aldabranus: Aldabra.
- D. c. abbotti: Assumption (Seychellen).

## Status
De grootte van de populatie wordt geschat op 3400-5000 volwassen vogels. Op de Rode lijst van de IUCN heeft deze soort de status niet bedreigd.

## Externe link

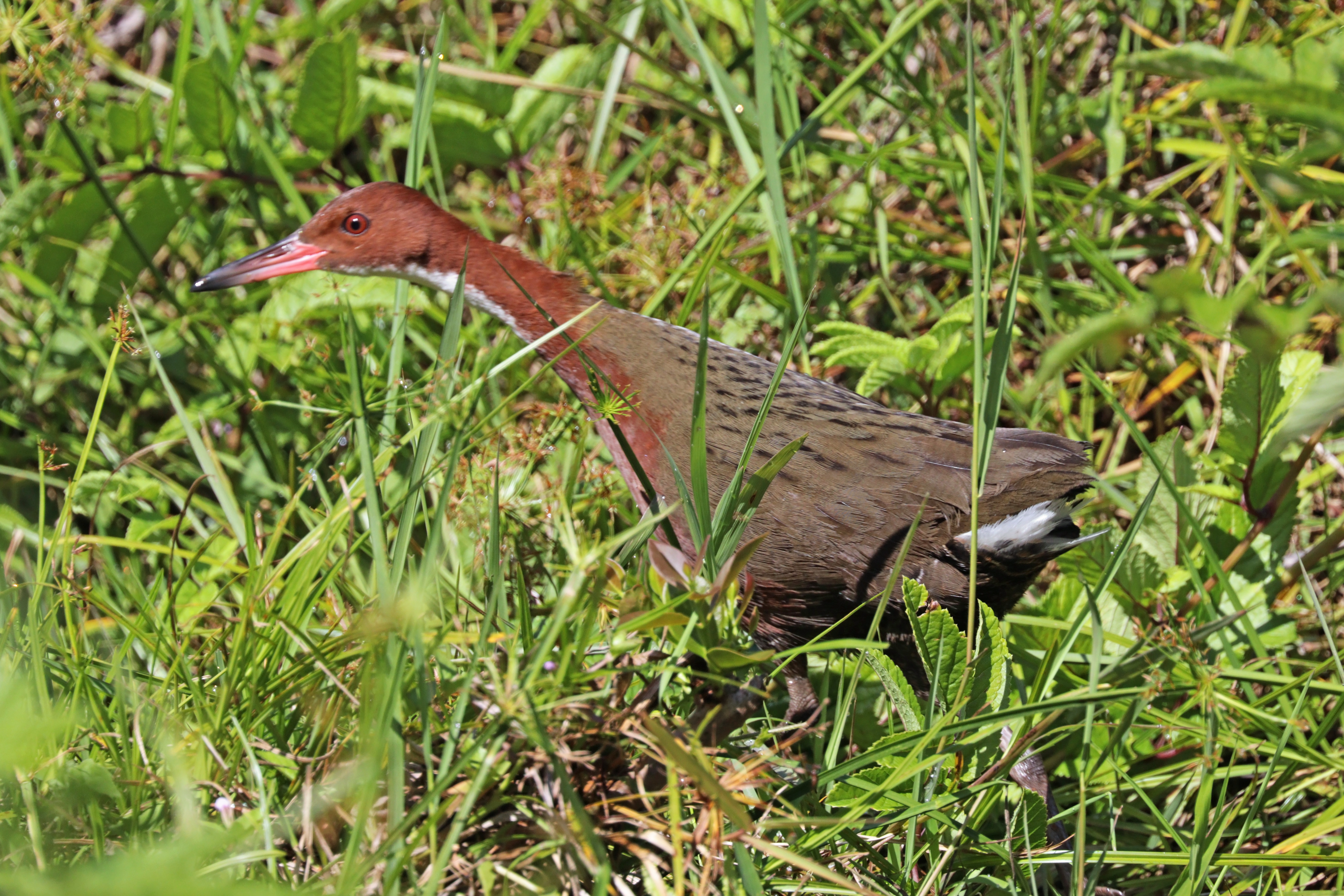